# パンパカパラダイス 今夜もきかナイト!
パンパカパラダイス 今夜もきかナイト!（パンパカパラダイス こんやもきかナイト、1992年4月6日 - 1996年4月5日）は、茨城放送で放送されていたラジオ番組である。通称パンパラ。
主に中高生をターゲットにした番組としては1986年3月に終了した「若者通り22時夜はこれから(通称:夜これ）」以来の平日帯の自社製作番組。
テーマ曲は「CENTRO HABANA」（ジンサク、1991年のアルバム「45℃ (FORTY-FIVE DEGREES)」に収録）。

## 放送時間の変遷
- 1992年4月6日 - 1994年4月8日[1]：毎週月曜 - 金曜・22：00 - 24:00
- 1994年4月11日[2] - 1996年4月5日：毎週月曜 - 金曜・23：15 - 24:30
  - 番組開始当初、茨城放送のナイター中継は週末のみであったが、94年シーズンからは平日の中継が開始されることになり、この時間帯に放送されていた「お誕生日おめでとう」や「中央教育ラジオ受験講座」といった番組を移動させるため、パンパラを時間短縮及び開始・終了時刻繰り下げの措置がなされた。
- この当時、12月30日には毎年恒例の「IBS紅白歌合戦」が放送されるため、この日のパンパラは休止されていた。
- やはりこの当時、大晦日は23時30分より「ゆく年来る年」が放送されていた。この日のパンパラは、年末特番として時間を拡大して放送されている。

## 出演者
- 月曜日　鹿原徳夫→川越美男→斉藤（現･木村）さおり
- 火曜日　有沢義之→川越美男→鹿原徳夫
- 水曜日　渡辺美奈子→今章子
- 木曜日　古瀬俊介
- 金曜日　古瀬俊介＋月火水のパーソナリティ週代わり→古瀬＋高原佑香

※川越美男（シンガーソングライター･作曲家。本田美奈子.に「mio」名義で曲を提供したことあり）、高原佑香（現：高信佳子）を除き全て茨城放送アナウンサー（当時）
- 本来の曜日担当者が出張・急病などの理由で出演できないときは、他の曜日担当者が代わりに出演している。

## 前史
IBSの深夜帯（当時は午前0時放送終了のため22:00 - 24：00の枠を指す）では「夜これ」終了後同枠は「IBSラジオヤングタウン」（月曜 - 金曜22:00 - 23:30）と題し、月曜 - 木曜は外部製作の主にアイドル番組、金曜のみ自社製作番組が放送されていた。
金曜版は旧社屋スタジオからの公開録音でそれなりに好評だったものの、週1では物足りないという意見がリスナー側だけではなく局内でも上がっていた。
そこで1991年10月、今まで大人向けの音楽番組だった月曜 - 金曜 23:35 - 24:00の枠に古瀬俊介担当の「今夜こそきっと…」という原型となる番組がスタートする。
帯の若年層向け自社製作番組を待ち望んでいたリスナーは多かったらしくたちまち多くのハガキが集まり、その半年後遂に6年続いたIBSラジオヤングタウンを打ち切り、月曜 - 木曜にも自社製作番組が帰ってくることとなった。

## 主なコーナー
第1回は拍子木の音から始まったが、2発目で鹿原が指を挟んだ。
- ボツはがき供養祭
  - 神社を借りて番組に送られたボツはがきを燃やして供養する祭り
- がんばれ!!鹿島アントラーズ（後に独立化し、2013年6月24日まで継続）
- だっぺな！
- 男と女のいる風景
- 今週のおばかさん
- 悲しい話
- 街で見つけたヘンなもの自慢　私は見た！
- とってもとっても素朴な疑問コーナー
- 洋楽へのいざない
- はずかしかった物語
- しりとりリクエスト
- B面アワー
- 受験生掲示板
- 合格掲示板（入学試験の合否判明後に放送）
- 音楽はみな兄弟
- 普通のおハガキのコーナー
- ツール・ド・千波町　本社が現在の水戸市千波町に移転した1993年3月1日、当日（当時は月曜）担当の鹿原が同市北見町の旧社屋前から現社屋へ自転車で向かう模様を実況中継した。
- NTT FAXパラダイス　企画ネットコーナー。パンパラ終了後は辺見えみりがパーソナリティのネット番組に移行。

この番組では定期的に公開録音を行っていた。

## 5年目突入の日に終了
この番組は茨城放送でも屈指の人気番組であったが、1996年3月に突然終了が発表された。
最後の公開放送は、3月31日（日曜）に水戸市立体育館で行われた。このときは13時からの1時間（本来は「歌謡Express」の枠であるが、これを休止しての生放送）と、16時からの1時間の2部構成で『パンパラ感謝祭』というタイトルで生放送されている。
2部構成になったのは、当時14時から放送されていた「ポップランド」が、原則として放送休止できないための措置。
最終回は、他の曜日のパーソナリティも集合しての放送となった。また最後の瞬間は奇しくも第一回の放送日であった4月6日の午前0時30分であった。
なお、この番組が終了してから、野放し番組のちょっとタンマ!が始まるまでの3年間、茨城放送夜の若者向け自社製作番組は土曜日の「Coke Teens Club」（但しニッポン放送からの全国ネットコーナーを内包）のみという状態が続いた。また、この手の番組は1998年秋に「そんなカバラ!」がスタートするまで活気を失う事となる。ただ時間帯の違い、ナイターオフ編成時限定ではあったものの1996年度から1998年度まではこの番組を「卒業」したパーソナリティが（番組独自のマイクネーム、親戚・兄弟・友人というギミックがあった）「IBSミュージックデリバリー」を担当した（年度により外れた者もいる）。
この番組を打ち切って始まった「Dream Factory」には多数のスポンサーが付いていた。（パンパラは殆ど公共広告機構（現：ACジャパン）だった）ちなみに2006年4月現在の「東貴博 ニッポン全国 ラジベガス」+「レコメン!」の全国スポンサーのCM数(5本)より「Dream Factory」の方が平均9本と多かった。

## 関連サイト
- 思い出のラジオ番組（パンパラの特集あり） - ウェイバックマシン（2005年5月23日アーカイブ分）

| 茨城放送 平日22：00・23：00枠（1992.4 - 1994.3）                                                                                    | 茨城放送 平日22：00・23：00枠（1992.4 - 1994.3）                                        | 茨城放送 平日22：00・23：00枠（1992.4 - 1994.3） |
| 前番組 | 番組名                                                                                  | 次番組 |
| --- | --------------------------------------------------------------------------------------- | --- |
| IBSラジオヤングタウン ※22：00 - 23：30宗教番組 ※23:30 - 23:35今夜こそきっと・・・ （1991年10月1日 - 1992年4月3日） ※23：35 - 24：00 | パンパカパラダイス・今夜もきかナイト！ ※22：00 - 24：00 （1992年4月6日 - 1994年4月8日） | 高校進学実力養成テスト ※22：00 - 22：25中央教育ラジオ受験講座 ※22：25 - 22：45お誕生日おめでとう ※22:45 - 23:00IBSニュース ※23:00 - 23:05独占!Jリーグエクスプレス ※23:05 - 23:15パンパカパラダイス・今夜もきかナイト！ ※23：15 - 24：30 （1994年4月11日 - 1996年4月5日） |
| 茨城放送 平日23時台後半・24時台前半枠（1994.4 - 1996.4）                                                                            |                                                                                         | |
| パンパカパラダイス・今夜もきかナイト! ※22：00 - 24：00 （1992年4月6日 - 1994年4月8日）放送休止 ※24:00 - 翌6：00                     | パンパカパラダイス・今夜もきかナイト! （1994年4月11日 - 1996年4月5日）                  | お誕生日おめでとう ※23：10 - 23：25Dream Factory selection ※23:25 -23:30Dream Factory ※23：30 - 24：30 |